# Alberto Borciani
Alberto Borciani (Correggio, 21 ottobre 1857 – Reggio nell'Emilia, 17 maggio 1931) è stato un politico, giurista e avvocato italiano.
Fu il primo sindaco socialista di Reggio nell'Emilia.

## Biografia
Nato nella frazione correggese di Budrio, crebbe in una famiglia di modeste condizioni economiche legata al mondo cattolico. Laureatosi in giurisprudenza a Modena, intraprese la carriera da avvocato facendosi ben presto un nome per l'importanza dei processi affrontati. Inizialmente vicino alle posizioni dei cattolici, si spostò successivamente verso quelle dei radicali e, infine, verso le quelle socialiste. Eletto consigliere comunale a Reggio nell'Emilia nel 1884, Borciani diede impulso a una riforma in chiave finanziaria dei poteri locali. Durante il V congresso del Partito Socialista, tenutosi a Bologna dal 18 al 20 settembre 1897, contrastò con successo la mozione di Gregorio Agnini, il quale sosteneva la necessità che i socialisti diventassero maggioranza nei consigli comunali solo dopo la conquista di quello provinciale.
Il 9 dicembre 1899 fu eletto sindaco di Reggio nell'Emilia, primo esponente del Partito Socialista a rivestire tale incarico. Eletto deputato nel collegio di Montecchio il 3 giugno 1900, si dimise dalla carica di sindaco e, sino al dicembre dello stesso anno, rivestì l'incarico di prosindaco della città emiliana. Il 6 dicembre 1901, assieme al compagno di partito e collega Agostino Berenini presentò una proposta di legge sul divorzio. Nonostante il parere favorevole del Guardasigilli Francesco Cocco-Ortu, la proposta non fu discussa a causa dell'avversione dei cattolici. 
Dal 1902 al 1906 fu Presidente della Provincia di Reggio Emilia. Ricoprì la carica di deputato sino al 1909 e quella di consigliere comunale a Reggio sino al 1919.
Durante la prima guerra mondiale sostenne, pur non pienamente convinto, le posizioni neutraliste del suo partito. Nel primo dopoguerra, lasciato il PSI, entrò nel Partito Socialista Riformista Italiano di Ivanoe Bonomi e Leonida Bissolati. Avvicinatosi sempre più alle posizioni della destra, in occasione delle elezioni del 1921, appoggiò politicamente, pur non candidandosi, i Blocchi Nazionali all'interno dei quali figuravano i Fasci italiani di combattimento di Benito Mussolini. Questo suo avvicinamento al fascismo culminerà con il patrocinio della difesa di alcuni sicari squadristi in alcuni processi, il più celebre dei quali per l'omicidio del suo vecchio compagno di partito Antonio Piccinini. Fino al 1927 resse la cattedra di diritto penale a Modena.

## Famiglia
Il nipote Paolo divenne nel secondo dopoguerra il celebre violinista del Quartetto Italiano.

## Opere
- Dei reati di ribellione e violenza pubblica: studio di dottrina e giurisprudenza penale, Torino: Unione tipografico-editrice, 1887.